# Кацуба, Владимир Михайлович
Владимир Михайлович Кацуба (укр. Володимир Михайлович Кацуба; род. 14 июля 1957, село Берёзовка, Брянская область) — Народный депутат Украины, член депутатской группы «Возрождение» Архивная копия от 14 августа 2017 на Wayback Machine, бывший председатель Дергачевской райгосадминистрации, бывший военнослужащий — замполит транспортной авиации ВС СССР, подполковник запаса (прослужил 15 лет в Советской армии). Депутат Верховной Рады Украины VIII созыва.

## Образование
1976 г. — Харьковский автодорожный техникум, специальность — техник-строитель.

1979 г. — Харьковское высшее военно-авиационное училище связи, специальность — инженер-связист.

1981—1987 гг. — учился в Харьковском государственном университете имени М. Горького. Получил диплом преподавателя по истории обществоведения.

## Трудовая деятельность
1976 г. — мастер по строительству и эксплуатации дорог Дергачевского железной Харьковской области.

1976—1991 гг. — служба в армии. Замполит в транспортной авиации ВС СССР.

1992—1993 гг. — заместитель председателя кооператива «Полюс» г. Харьков.

1993—1995 гг. — коммерческий директор АОЗТ «ГЕЯ» г. Харьков.

1995—1997 гг. — коммерческий директор ЗАО «Трансэнерго» г. Кривой Рог, Днепропетровская область.

1997—2001 гг. — заместитель председателя ООО «Возрождение», г. Харьков.

В 1998 и 2002 годах — руководитель избирательного штаба Василия Салыгина.

2001 — заместитель директора малого предприятия «Радуга» г. Харьков.

2001—2006 гг. — генеральный директор ООО Научно-производственная фирма «Техпроект» г. Дергачи Харьковская область.

2006—2007 гг. — советник председателя Харьковского облсовета.

2007—2012 гг. — председатель Дергачевской райгосадминистрации.

2010 г. — Был избран депутатом Харьковского облсовета, член постоянной комиссии по вопросам развития местного самоуправления, административно-территориального устройства, регламента и депутатской деятельности.

2012 г. — глава Дергачевского общественной организации «Будущее строим вместе». Летом 2012 Владимир Кацуба на время покинул пост головы Дергачевского района.

В октябре 2012 года избран депутатом Верховной рады Украины VII созыва по избирательному округу № 175 (Харьковская область). С февраля 2014 — член депутатской группы «Суверенная европейская Украина».
Владимир Кацуба является членом групп по межпарламентским связям с РФ, Польшей, США, Бельгией, Британией, Ирландией, Швецией, Италией, Японией, Швейцарией, Канадой, Германией.
С ноября 2014 по февраль 2015 года входил в состав депутатской группы «Воля народа».

## Семья
Жена — Кацуба Наталья Ивановна, коммерческий директор ООО «Восток-цемент».

Сын — Кацуба Сергей Владимирович, Народный депутат Украины Украины 7-го созыва.

Сын — Кацуба Александр Владимирович, заместитель председателя НАК «Нафтогаз».

### Награды
Награждён орденом «За заслуги» II степени